# Sjoerd Schrier
Sjoerd Schrier (Roosendaal, 1 januari 1984) is een voormalig Nederlandse profvoetballer die speelde als verdediger voor onder meer RBC Roosendaal. Daarvoor speelde hij voor RKC Waalwijk en in de jeugd van RSC Alliance en Feyenoord.
Schrier maakte zijn debuut in het betaalde voetbal op 2 april 2005 tegen ADO Den Haag. Schrier richtte zich na zijn profcarrière op een eigen onderneming in personal training.

## Clubstatistieken
| Seizoen | Club           | Duels | Goals | Competitie     |
| ------- | -------------- | ----- | ----- | -------------- |
| 2004/05 | RKC Waalwijk   | 1     | 0     | Eredivisie     |
| 2005/06 | RKC Waalwijk   | 0     | 0     | Eredivisie     |
| 2006/07 | RBC Roosendaal | 6     | 0     | Eerste Divisie |
| 2007/08 | RBC Roosendaal | 26    | 0     | Eerste Divisie |
| 2008/09 | RBC Roosendaal | 11    | 0     | Eerste Divisie |
| Totaal  | Totaal         | 44    | 0     |                |